# Hóseás zsidó király
Hóseás az Izraeli Királyság 20. és egyben utolsó uralkodója a Kr. e. 8. században.
Megölette Pekah királyt, majd maga ült a trónra. (Korabeli asszír felirat szerint a zsidó nép ölte meg Pekah királyt és Asszíria uralkodója helyezte őt Izrael trónjára vazallus királyként.) Hóseás 9 évig uralkodott. Kezdetben adót fizetett V. Sulmánu-asarídu asszír uralkodónak, majd később fellázadt ellene. Sulmánu-asarídu Kr. e. 726 körül ostrom alá vette az Izraeli Királyság fővárosát, Szamáriát, amely ostrom mintegy 3 évig tartott. Ezalatt sokan pusztultak el éhség, betegségek vagy fegyver által. Az asszír uralkodó maga is a hosszú ostrom ideje alatt halt meg. A város és a nemzet ezután elesett. Hóseást elfogatták és börtönbe vetették az izraeliták nagy részét pedig az Asszír Birodalomba hurcolták és a helyükre idegen népeket telepítettek be. Ezzel az Izraeli Királyság mintegy 210 éves története véget ért.

## Fordítás
Ez a szócikk részben vagy egészben  a   Hoshea című angol Wikipédia-szócikk fordításán alapul.  Az eredeti cikk szerkesztőit annak laptörténete sorolja fel. Ez a jelzés csupán a megfogalmazás eredetét és a szerzői jogokat jelzi, nem szolgál a cikkben szereplő információk forrásmegjelöléseként.